# Ponte (Kampania)
Ponte – miejscowość i gmina we Włoszech, w regionie Kampania, w prowincji Benewent.
Według danych na I 2009 gminę zamieszkiwało 2678 osób przy gęstości zaludnienia 150,5 os./1 km².